# H-1 (ロケットエンジン)

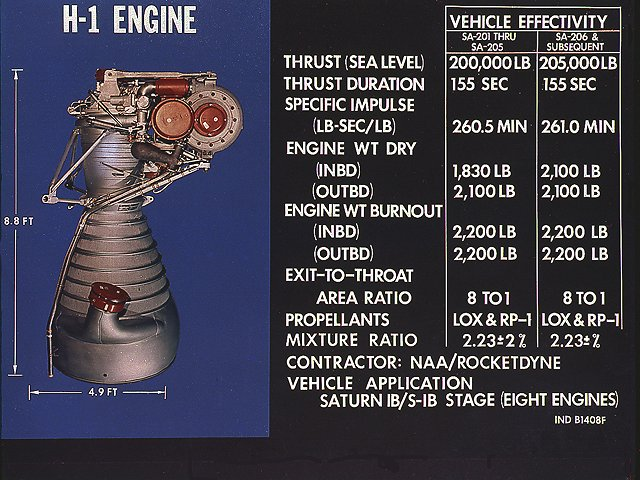
H-1エンジン

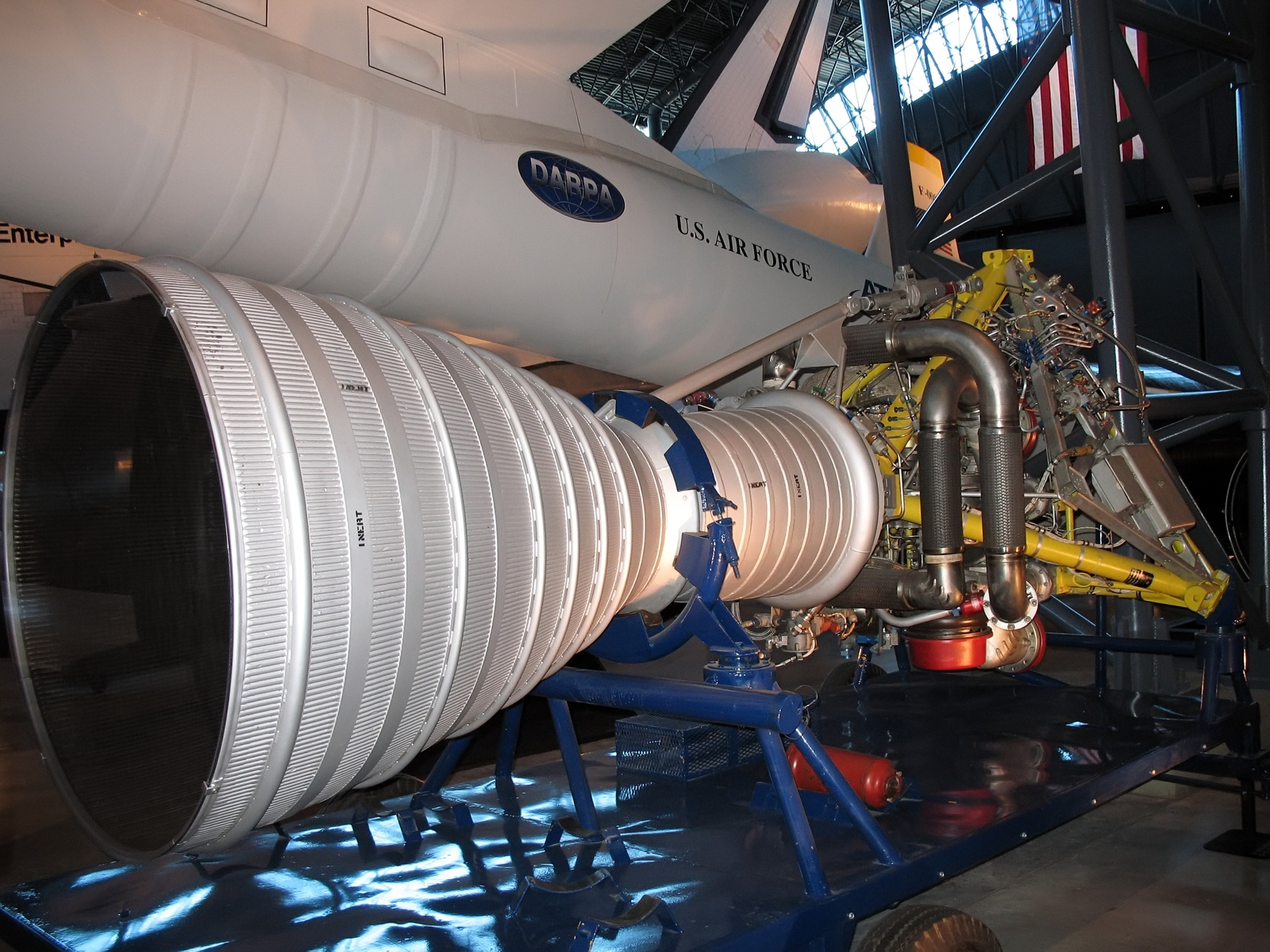
原型となったジュピターのS-3エンジン

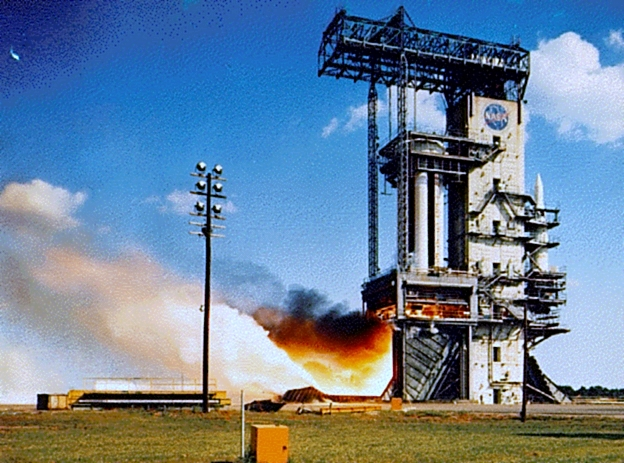
地上試験の様子

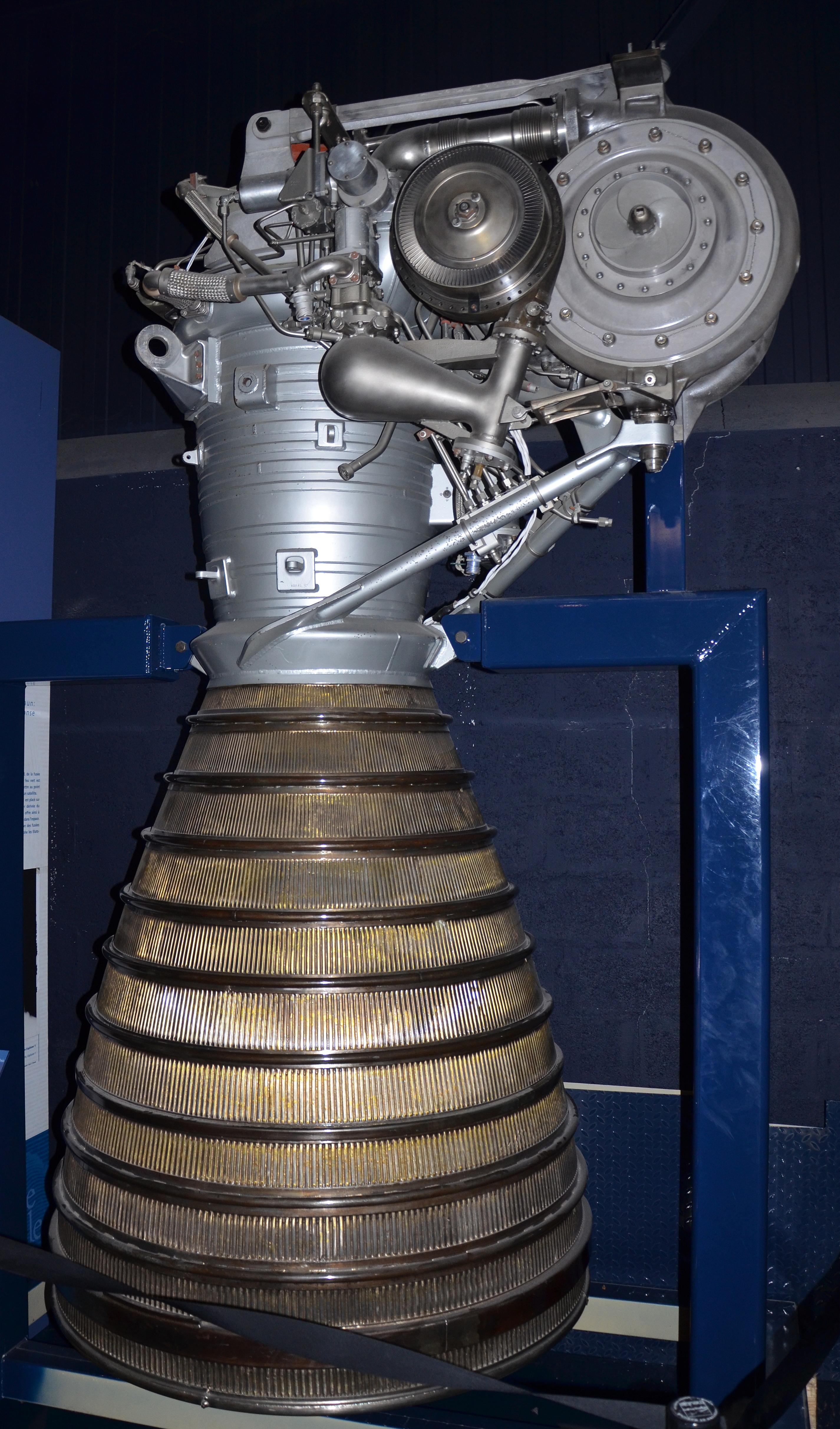
H-1エンジン

H-1 エンジンは推力200,000 lbf (890 kN)の液体酸素/RP-1を推進剤とするロケットエンジンで、ソーデルタロケットとジュピターロケットの1段目に使用された。簡略化してサターンIとサターンIBのS-IBに搭載された。
サターンIBには8基が束ねられて使用された。後に推力が205,000 lbf (912 kN)まで増強された。H-1の経験はF-1エンジンの開発に役立てられた。

## 歴史
それぞれの新型エンジンの開発はそれらを搭載するロケットの開発に数年先駆けて始まった。サターンロケットといえども例外ではなく1957年の時点で既に最初の仕様書が書かれていた。初期の概念の時点では当初サターンはスーパージュピターと呼ばれていた。1957年、ARPAは打ち上げ能力9000 kgのロケットの調査を進めていた。陸軍弾道ミサイル局(ABMA)のフォン・ブラウンのチームはそのような規模のミサイルには推力150万ポンド(~ 6.7 MN)が必要だと見積もった。スプートニク1号の打ち上げの後、新型ミサイルの開発が開始され、スーパージュピターの概念の仕様が策定された。1957年スプートニク1号の打ち上げの後アメリカは即座に非軍事用の宇宙機関の設立を計画し、NASAが設立された。陸軍が大型ロケットへの関心を失ったのでフォンブラウンの陸軍弾道ミサイル局(ABMA)のチームはNASAのマーシャル宇宙飛行センターへ移った。1960年に移管された。
この計画が出来てまもなくARPAがABMAを訪問してフォンブラウンにまだ移管前に消化すべき1千万ドルの予算がある事を告げた。彼等は移管前に何か有効な使い道はないか尋ねた。フォンブラウンはKoelleを呼びジュノーVの模型を見せたがARPAの訪問者達はE-1エンジンは1960年には間に合わないだろうと記し、彼等は最も良い解決策はロケットダインの既存の推力175,000  lbfのエンジンを200,000 lbfに強化する事でこれら8基で計画中のE-1の4基の代替とする事だった。開発の入札がまもなく行われ契約されABMAのジュピターミサイルの設計は1958年末に"ジュピターの先の惑星"という意味でジュノーからサターンに改名された。ロケットダインは当時E-1だけでなく空軍の要請で開発中だったE-1、F-1やフッ素を酸化剤とするG-1やH-1となる新設計等、複数のロケットの設計案を持っていた。
Heinz-Hermann Koelleは後にサターンとなるこのロケットの計画を立てた当時、彼はロケットダイン社のE-1を4基使用する案を選択した。
ロケットダインはこの推力400,000 lbf (1,800 kN)のエンジンをタイタン用に開発中でARPAの依頼でフォンブラウンが開発した"ジュノーV"として知られるロケット用の当時入手し得る最も強力なエンジンであった。フォン・ブラウンはF-1の採用を検討していたが当時はまだ初期の開発段階で時期尚早だった。F-1とE-1は似ていたが出資者であるARPAは1960年までE-1エンジンの展開を提供しなかった。計画では地上試験は1959年末に実施される予定だった。従ってE-1エンジンは既存のエンジンを元にした8基の低推力のエンジンに置き換えられた。ロケットダイン社はソーとジュピター弾道ミサイルに使用されていた古いS-3Dエンジンを原型として選んだ。ロケットダイン社にはロケットエンジンの設計の経験があり、第二次世界大戦以来、空軍と陸軍への主要な供給社の一つであった。最初の試作機は1958年12月31日に試験に合格した。1958年5月には初号機がABMAへ納入された。1年後(1960年4月から5月)に全8基の接続を含む地上試験が行われた。
最初のサターンIは1961年10月に打ち上げられ、全てのエンジンは正常に作動した。4回目の打ち上げであるSA-4ではエンジン故障の試験が行われた。意図的に1基のエンジンを停止して制御システムは残りの必要な軌道へ投入するために残りの7基のエンジンへ推進剤を供給した。6回目のA-101でも同様の事例が起きたがこの時は意図しないものだった。1基のエンジンのターボポンプが故障して停止したので残りのエンジンで補わなければならなかった。
H-1エンジンは生産段階に入ってからも推力を増強するように改良された。サターンIは当初推力734kNのH-1エンジンを搭載していたが後に推力836 kNに増強された。サターンIBは最初の5回の打ち上げでのエンジンの推力は890 kNだったが、最後の打ち上げである1975年7月15日のアポロ・ソユーズテスト計画でのサターンIBでは最も強力な推力912 kNのエンジンに換装された。

## 詳細

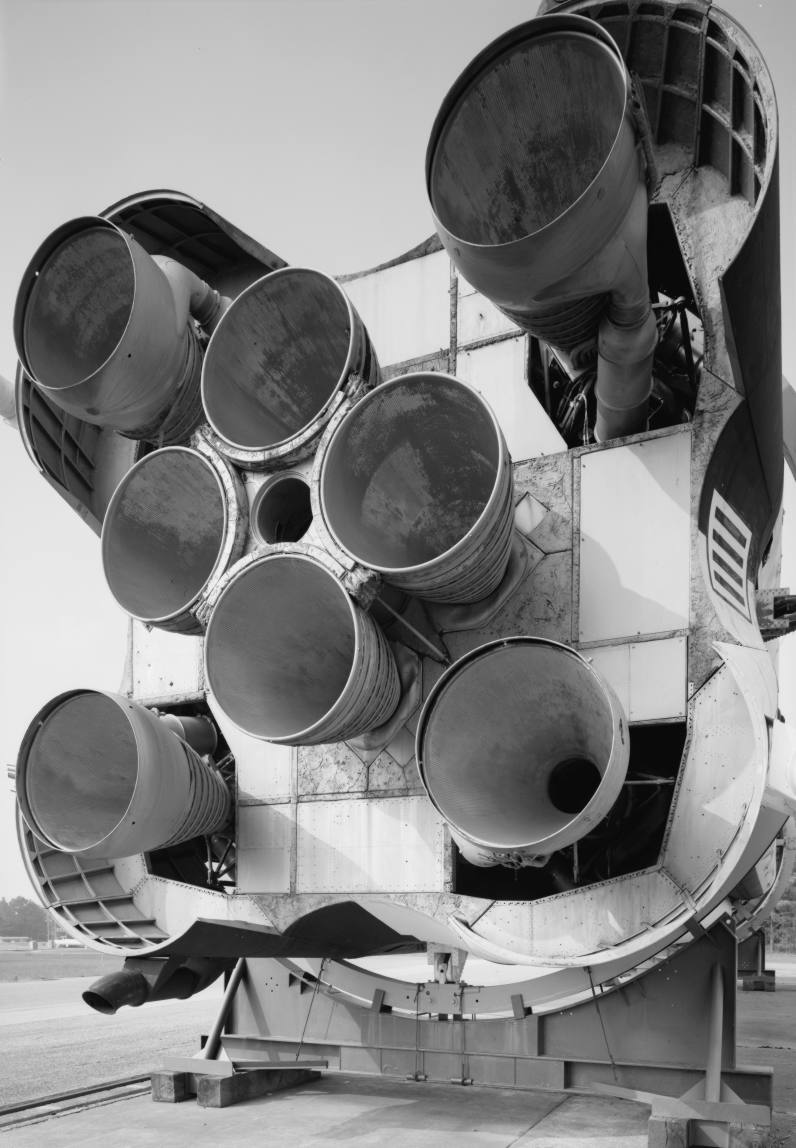
サターンIの8基のH-1エンジン

初期のロケットダインのエンジン同様にH-1はウォーターフォール噴射機を使用してターボポンプで供給しており、燃料による再生冷却を採用していた。
S-IVBに使用されたJ-2ロケットエンジンとは異なりH-1は再着火機能を持たないエンジンだった。試験では2回以上の燃焼試験を行う事も可能だったが飛行中は再始動できなかった。その理由は始動シーケンスに必要ないくつかの部材が再使用できなかった為である。特にエンジンは本質的には小型の固体燃料ロケットである固体燃料ガス発生器(SPGG)によって点火するために燃焼後は交換しなければならなかったからである。
500Vの交流電圧でSPGGの固体燃料を点火して始動する。これにより600-700 psiに達する高温高圧ガスが生成され推進剤を供給するターボポンプを駆動するタービンに送られタービンを駆動する。これにより燃料と酸化剤がエンジンに供給される。SPGGの高温ガスは燃料/酸化剤の混合物の点火に必要な初期のエネルギーを与える。一度燃料と酸化剤が送られ燃焼を始めるとエンジンは停止するまで自律運転する。
潤滑は燃料であるRP-1を循環させることによって潤滑し、軸受けの冷却も行い、その後燃焼室に送られ燃焼する。
サターンIロケットにはH-1エンジンは計8基搭載されていて内側の4基は固定されており外側の4基は首を振ることによって姿勢制御に使用される。初期のエンジンにはノズルの外側にガスの流れを変えるための翼があったが新しい概念では油圧によってエンジンを傾ける。以前はエンジン一式が機体に直接装荷されていたが浮かせて装荷されるようになった。その結果複雑になったがシステム全体が効率化され(ポンプと燃焼室の距離が短縮され)高圧配管が最小化された。
H-1エンジンは典型的な1950年代の設計だった。推進剤は小型のターボポンプで燃焼室へ送られる。ガス発生器サイクルのエンジンで、前述のようにエンジンの構造はS-3Dエンジンに由来するが、推力増強の要求に応じて限界に近い1MNまで高める為に設計者は燃焼室の冷却や可動部品の潤滑や推進剤の供給と噴射、反復動作や他のシステムとの動作設定に新しい手法を開発した。
燃焼室は新しい形状になった事により高温、高圧、高膨張比に達する事を可能にした。これにより燃焼効率が高まり推力が増加した。新しい燃焼室は冷却が向上した。S-3Dエンジンで使用されていた二重壁面と隙間に燃料を循環させる再生冷却の設計は廃止された。このシステムは単位時間毎の流量に重大な限界があり重たかった。H-1は燃焼室壁面とノズルを薄い管をロウ付けすることによって製造した事により、冷却効率が向上した。この方法は高価だったが冷却材の循環がより早くなり熱交換が向上して軽量化した。冷却材として近年は液体酸素が使用される。以前の機種のノズルは円錐形だったがH-1では釣鐘状のノズルになった事により同推力で約20%短縮された。推力が増強されたことに伴い、供給しなければならない推進剤も増えたのでターボポンプも強力になった。新しいターボポンプは高圧化された事により流量が増えたが大きさと重量は旧式と同じである。高速化したのでより強靭な材料で高精度な加工、高い表面の品質、より良い潤滑と摩擦による加熱への対策が必要とされた。
潤滑装置は大幅に簡略化された。潤滑には燃料であるRP-1に潤滑性を向上させる為に添加剤の添加装置を通してから使用された。RP-1自体は灯油のようにトライボロジーの観点から潤滑材として使用する事は適切ではない。添加剤は燃料としての特性を損なわない程度にRP-1に極少量を添加する。潤滑の役目を果たした後は他の燃料と混合して燃焼室内で燃焼した。このような潤滑システムは"グリース"のような高粘度の潤滑材よりも摩擦が少なく熱を取り除く事が出来る。

## 仕様
|                  | 搭載機                   |                      |
| SA-201 ～ SA-205 | SA-206 と類似機          |                      |
| 推力 (海面高度)  | 200,000 lbf (890 kN)     | 205,000 lbf (912 kN) |
| 推力持続時間     | 155 s                    | 155 s                |
| 比推力           | 289 s                    | 289 s                |
| 乾燥重量 (内側)  | 1,830 lb (830 kg)        | 2,200 lb (998 kg)    |
| 乾燥重量 (外側)  | 2,100 lb (953 kg)        | 2,100 lb (953 kg)    |
| 燃焼後重量       | 2,200 lb (998 kg)        | 2,200 lb (998 kg)    |
| ノズルの膨張比   | 8:1                      | 8:1                  |
| 推進剤           | LOX & RP-1               | LOX & RP-1           |
| 混合比           | 2.23±2%                  | 2.23±2%              |
| 燃料消費         | 2092 USgal/min (132 L/s) |                      |
| 酸化剤流量       | 3330 USgal/min (210 L/s) |                      |
| 燃焼室圧力       | 633 psia (4.4 MPa)       |                      |

- 製造: NAA/ロケットダイン
- 搭載機: サターン I / S-IB 1段目 - 8基のエンジン
- 搭載機: サターン IB / S-IB 1段目 - 8基のエンジン